# 한산초등학교 하소분교
한산초등학교 하소분교는 경상남도 통영시 한산면 하소리 430에 있었던 분교이다.

## 연혁
- 1958년 10월 23일 설립인가
- 1959년 4월 1일 한산국민학교 하소분교장 개교
- 1985년 3월 25일 병설유치원 개원
- 1988년 3월 1일 매물도분교장 편입
- 1994년 3월 1일 추봉분교장, 비진분교장 편입
- 1996년 3월 1일 하소초등학교로 개칭
- 1999년 9월 1일 한산초등학교 하소분교로 격하
- 2010년 3월 1일 폐교